# شرط‌بندی بر صفر
شرط‌بندی بر صفر (انگلیسی: Betting on Zero) مستندی پیرامون بازاریابی شبکه‌ای است. این مستند به هرمی بودن شرکت هربالایف می‌پردارد و اتهامات بیل آکمن را علیه آن دنبال می‌کند. این مستند به بررسی این ادعا می‌پردازد که هربالایف یک شرکت هرمی است، و به دنبال سرمایه‌گذاری کوتاه بیل آکمن در هربالایف است که ظاهراً یک شرط میلیارد دلاری است مبنی بر اینکه شرکت به زودی فرو می‌پاشد را میبازد.